# 原町区
原町区（はらまちく）は、福島県南相馬市の地域自治区の一つ。相馬野馬追で知られている。

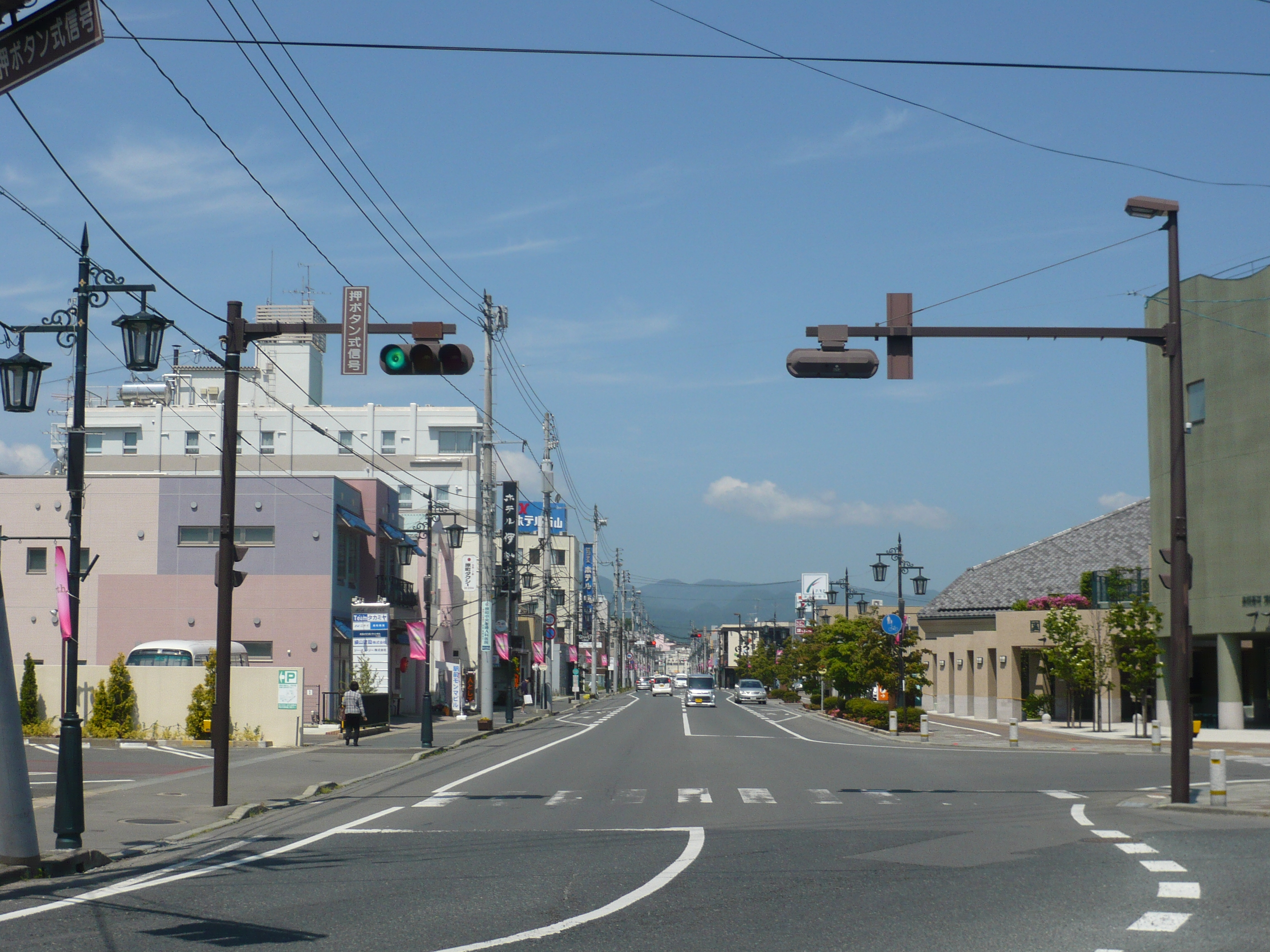
原ノ町駅前（2013年6月3日）

## 概要
2006年の南相馬市発足に伴い、地域自治区として原町区が旧原町市の市域に設置された。一部を除いて住所表示は市名に続けて区の名称を付されており、例えば南相馬市役所（旧・原町市役所）が置かれている「原町市本町二丁目27番地」は「南相馬市原町区本町二丁目27番地」と表記される。なお、それぞれの区域には区役所が設置されているが、市役所が置かれる原町区では、市役所（本庁）が区役所を兼ねている。
相双地方振興局が原町区に置かれているのをはじめとして、福島県の地方紙である福島民友、福島民報も支局を置くなど相双地域の中心地として機能している。

## 地理

### 町域
- 原町地区 旧原町
- 大甕地区 旧大甕村
- 太田地区 旧太田村
- 石神地区 旧石神村
- 高平地区 旧高平村

## 歴史

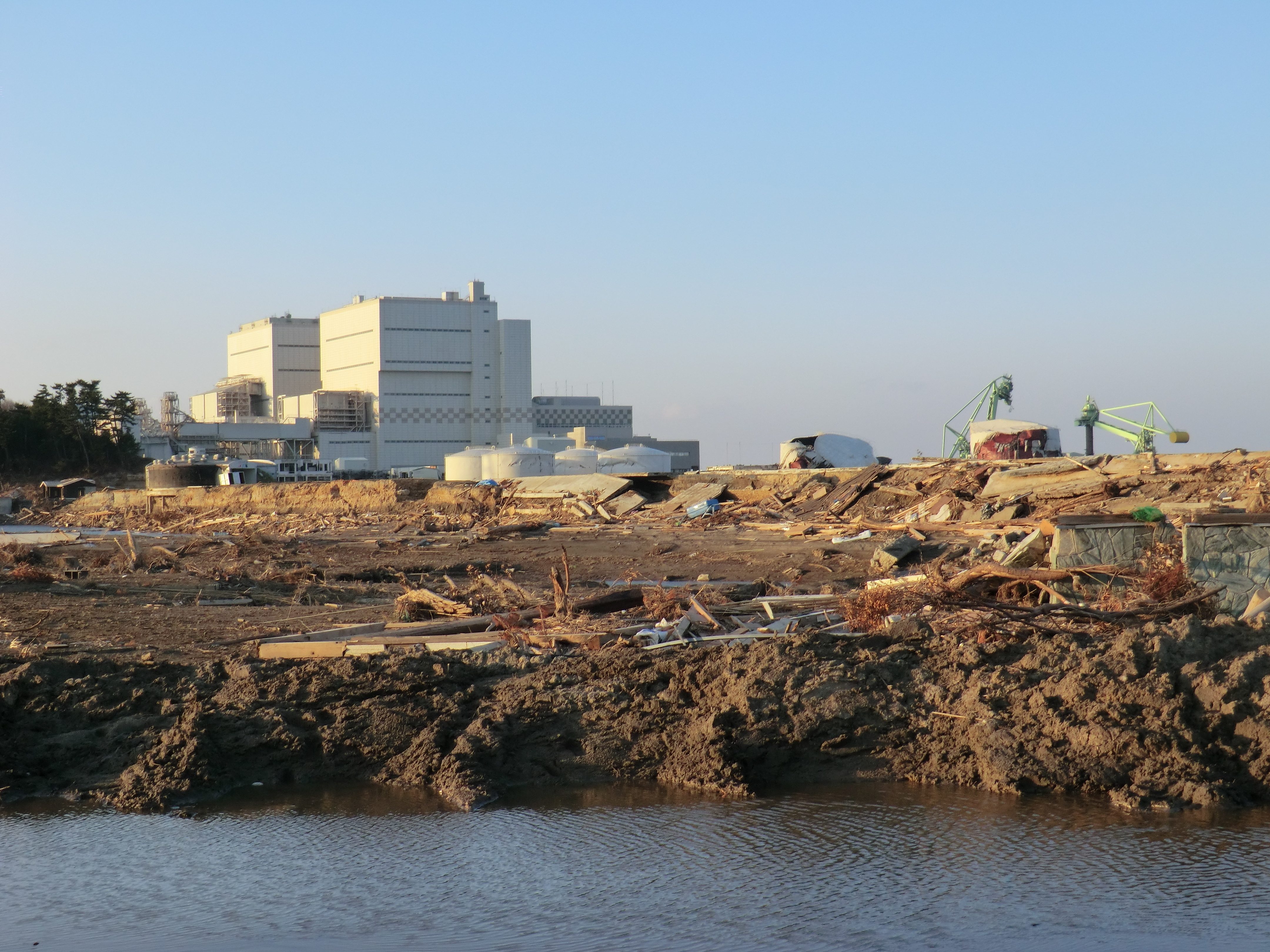
津波に襲われた原町火力発電所。一部の燃料タンクが流失している。4月16日撮影。

- 2006年（平成18年） - 原町市が相馬郡鹿島町、小高町と合併し、南相馬市となったことに伴い、原町区設置。
- 2011年（平成23年）
  - 3月 マグニチュード9.0の東北地方太平洋沖地震が発生、原町区本町と原町区三島町で震度5弱を観測[1]、甚大な被害を受ける。
  - 5月 伝統行事「相馬野馬追」のために飼育されている馬28頭を、福島第一原発より20km圏（警戒区域）内から避難させる（特例措置であり、警戒区域内の家畜の移動は本来許可されない）[2]。
  - 7月 被災者向け情報発信のために地上デジタルテレビ放送の実験試験局「南相馬チャンネル」が開局。

## 教育
高等学校
原町高等学校
相馬農業高等学校
中学校
原町第一中学校
原町第二中学校
原町第三中学校
石神中学校
小学校
原町第一小学校
原町第二小学校
原町第三小学校
高平小学校
大甕小学校
太田小学校
石神第一小学校
石神第二小学校

## 史跡
- 桜井古墳 : 東北地方最大級の古墳の史跡で前方後方墳としては東北地方でも大規模な部類に属している。周辺の古墳群との関係から「桜井古墳群1号墳」とも称される[3]国史跡。
- 高倉文殊堂 : 空海によって大同元年（806年）に建立されたと伝えられる文殊堂。磐城国行方郡高倉村（現・南相馬市原町区高倉）[4]。
- 泉官衙遺跡 : 国の史跡
- 雲雀ヶ原[5]
- 長松寺
- 嶺神社（南相馬市原町区信田沢）

## 祭事・観光名所
- 相馬野馬追 国の重要無形文化財。
- 雲雀ヶ原 相馬野馬追が行われる。
- サマーフェスタはらまち 原町シーサイドパークを中心に行われる花火と文化の祭典。
- 憶・原町無線塔 解体された原町無線塔のミニチュア模型。
- 無線塔跡花時計 無線塔跡地に作られた花時計。
- 北泉海岸 海岸を埋め立てて造った、原町火力発電所の南側に続く砂浜海岸。発電所の防波堤の反射波と直達波が合成されて大きな波が発生することから、サーフスポットとしても知られている。サーフィンの大会は、2004年（平成16年）にアマチュア全国大会、2005年（平成17年）に東日本のプロ大会、2006年（平成18年）10月4- 8日には、世界プロサーフィン連盟が公認する「ワールド・クオリファイ・シリーズ(WQS)」(2 star) が開催された。
- 泉の一葉マツ 樹齢400年以上のクロマツの巨木。

## 神社
- 高座神社
- 多珂神社

## 施設
- 南相馬市立中央図書館[6]
- 復興庁福島復興再生総局南相馬支所
- 南相馬警察署
- 原町郵便局（集配局）
- 南相馬市立総合病院
- 南相馬市民文化会館（ゆめはっと）
- 南相馬市博物館[7]
- 南相馬市馬事公苑
- 原町火力発電所

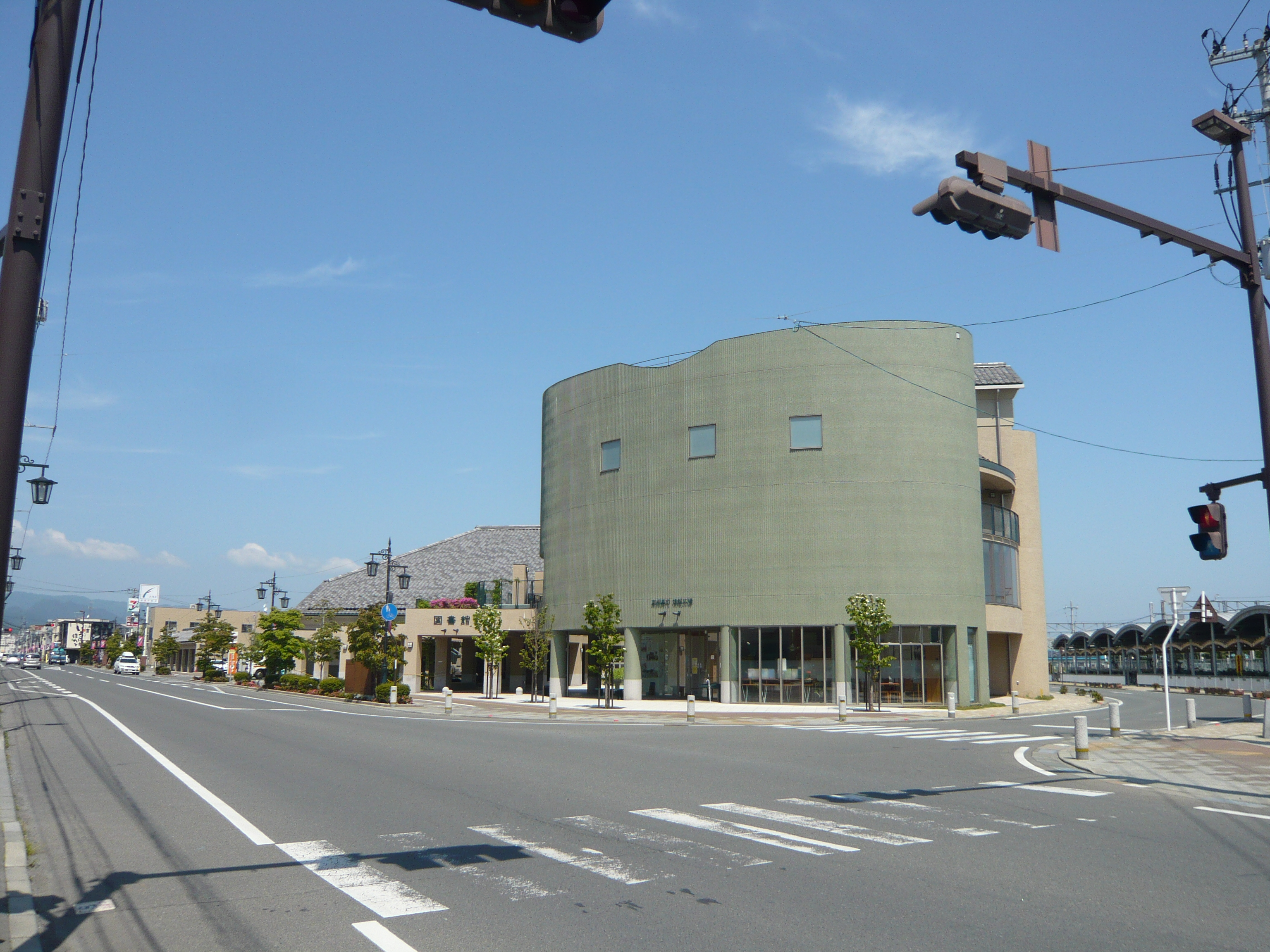
南相馬市立中央図書館（2013年6月3日）

- 浜地域農業再生研究センター 浜通りの罹災地域の農業再生のための研究施設。2016年3月に開業した[8]。

## 交通

### 鉄道路線
- 中央駅：原ノ町駅
- 東日本旅客鉄道（JR東日本）
  - 常磐線：磐城太田駅 - 原ノ町駅
- 隣接市町村への連絡：常磐線
- 広範囲な連絡：常磐線特急ひたち・ときわ
  - 東京・品川駅-宮城・仙台駅間直通列車もあり、東海道新幹線（新横浜・新大阪方面）や東北新幹線（新青森方面）へ乗り継ぐこともできる。

### 主な道路
- 常磐自動車道：（南相馬IC） 2015年3月1日に全面開通した。
- 国道6号
- 福島県道12号原町川俣線
- 福島県道34号相馬浪江線

### バス路線
- 福島交通
- 新常磐交通
- 東北アクセス（高速バス）

### 道の駅
- 道の駅南相馬

## 脚註
1. ↑  
“震度データベース検索”. （公式ウェブサイト）.  気象庁 (2011年3月11日). 2011年4月16日閲覧。
2. ↑  “【原発】相馬野馬追守れ！馬を警戒区域外に移動（11/05/02）”. ANNニュース（ウェブサイト 動画） (ANN). (2011年5月1日) 2011年6月6日閲覧。：YouTubeを用いたANNのニュース動画。cf. “【被災地情報】福島・南相馬市 伝統の「相馬野馬追」は”. 福島：テレビ朝日系列（動画） (テレビ朝日系列). (2011年4月29日) 2011年6月6日閲覧。：同じくテレビ朝日のニュース動画。
3. ↑  “桜井古墳”. 国指定文化財等データベース（公式ウェブサイト）.  文化庁. 2011年6月6日閲覧。
4. ↑  南相馬市 原町区の指定外等文化財
5. ↑  『雲雀ヶ原』 - コトバンク
6. ↑  南相馬市立中央図書館 - 南相馬市
7. ↑  南相馬市博物館 - 南相馬市
8. ↑  復活目指し原町に開所 浜地域農業再生研究センター福島民報 2016年3月26日[リンク切れ]